# アフマド・レザ・ラダン

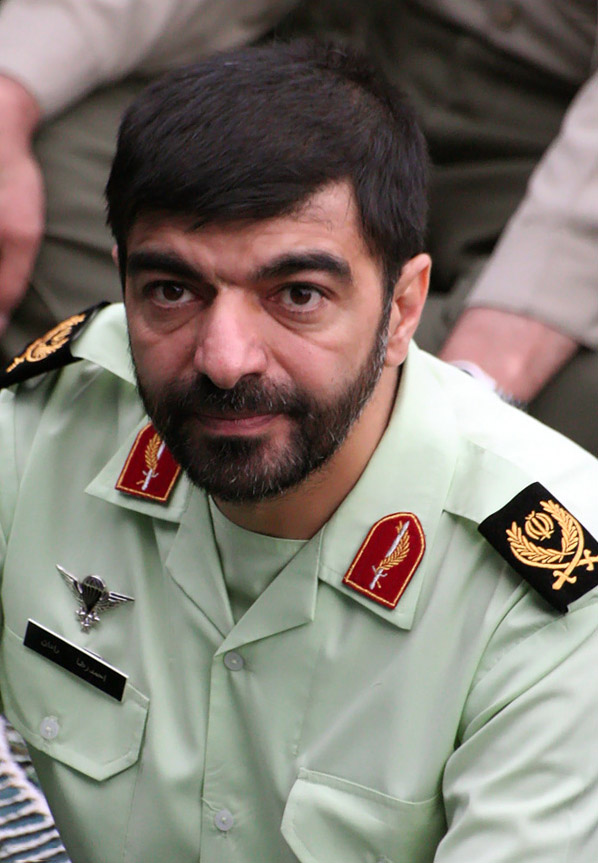
アフマド・レザ・ラダン

アフマド・レザ・ラダン准将（ペルシア語: احمدرضا رادان、Ahmad-Reza Radan、1963年 -）は、イラン警察庁副長官兼首都テヘラン警察の責任者で、「反イスラム的」な毛髪と服装の厳しい取り締まりで知られる。エスファハーン出身。
ラダンはイラン・イラク戦争のさなかにイラン革命防衛隊からそのキャリアを開始し、戦争中に司令官も務める。イラン・イスラム共和国警察（IRIP）で様々なポストを歴任し、ラザヴィー・ホラーサーン州の警察署長も務めた。
ラダンはイスラムの服装規定と違法薬物の流通の摘発、犯罪組織の取り締まりで名をはせる。警察署長時代は国内4つのいずれの州でも治安を改善した。コルデスターン州、スィースターン・バルーチェスターン州、ホラーサーン州、およびイランの最重要州テヘラン州の警察署長も務めた。

## 治安計画と道徳キャンペーン
アフマド・レザ・ラダンは2007年、「治安計画」を打ち出した。警察は治安改善のため数十人の「凶悪犯」を摘発した。犯人らは時に近隣住民の面前で殴打される様子を撮影されたり、便所掃除用のじょうろを首からかけさせられたりした。逮捕された中には、1999年に発生したイラン学生蜂起の際に逮捕され、半年間投獄された経歴を持つメイサム・ロフティも含まれた。両親によるとロフティには前科も違法行為の経歴もなく、1999年の蜂起を除けば逮捕歴も投獄歴もないという。ロフティは死刑囚となったが、メディア報道や両親、人権活動家の尽力で後に3年の実刑に減刑された。